# Olequa
Olequa az Amerikai Egyesült Államok északnyugati részén, Washington állam Cowlitz megyéjében elhelyezkedő önkormányzat nélküli település.
Olequa postahivatala 1875 és 1912 között működött. Az „Olequa” név indián eredetű.

## Fordítás
- Ez a szócikk részben vagy egészben  az   Olequa, Washington című angol Wikipédia-szócikk ezen változatának fordításán alapul.  Az eredeti cikk szerkesztőit annak laptörténete sorolja fel. Ez a jelzés csupán a megfogalmazás eredetét és a szerzői jogokat jelzi, nem szolgál a cikkben szereplő információk forrásmegjelöléseként.